# Khalid Sinouh
Khalid Sinouh (* 2. Mai 1975 in Amsterdam) ist ein marokkanisch-niederländischer Fußball-Torhüter. Er spielte von 1994 bis 2008 nacheinander beim HFC Haarlem, SC Heerenveen, RKC Waalwijk, Omonia Nikosia (Zypern), AZ Alkmaar und Kasımpaşa Istanbul (Türkei). Am 2. Februar 2009 gab der Hamburger SV die Verpflichtung Sinouhs bekannt.
Von 1999 bis 2004 spielte er bereits unter HSV-Trainer Martin Jol in Waalwijk.
Nachdem der Vertrag beim HSV ausgelaufen war, kehrte der Marokkaner in die Niederlande zum FC Utrecht zurück. 2011 wechselte er zur PSV nach Eindhoven. Ein Jahr später unterschrieb er für ein Jahr bei NEC Nijmegen.